# 141 av. J.-C.
Cette page concerne l'année 141 av. J.-C. du calendrier julien proleptique.

## Événements
- 18 octobre 142 av. J.-C. (1er janvier 613 du calendrier romain) : début à Rome du consulat de Cnaeus Servilius Caepio et Quintus Pompeius[1].
  - Quintus Pompeius est envoyé en Hispanie citérieure pour relever le proconsul Metellus dans la guerre en Celtibérie. Il opère sur le Haut-Duero, prend Termentia (Tiermes) et Lagni (près d'Almazán), mais échoue devant Numance. Il traite avec les Arévaques, prêt à capituler, mais le Sénat refuse de ratifier la paix [2].
  - Guerre lusitanienne : le proconcul Fabius Servilianus en Hispanie ultérieure est battu par Viriathe alors qu'il assiège Erisana (Azuaga) en Béturie, à mi-chemin entre le Guadiana et le Guadalquivir. Encerclé, il doit négocier un traité de paix, qui reconnait Viriathe comme ami du peuple romain et permet aux Lusitaniens de conserver les terres qu'ils occupent. Le Sénat ratifie le traité[3].
- 27 janvier : éclipse lunaire observée à Rhodes[4].

- 10 mars : début du règne de Wu Di (Wou Ti), empereur Han de Chine (fin en 87 av. J.-C.)[5]. Monté sur le trône à 16 ans, il dilate l’empire vers le sud (Guangzhou) et renforce la grande Muraille. Il s’entoure de lettrés confucéens dont il sollicite les conseils.
  - Wen Weng devient gouverneur de Shu ; il fonde à Chengdu la première école officielle ouverte à tous[6].
- 3 juin : prise de l’Acra[7]. Simon l’Hasmonéen élimine les dernières traces du pouvoir Séleucide en Judée en s’emparant des garnisons de Gazara et de la citadelle de Jérusalem.
- Fin juin/début juillet : le roi Parthe Mithridate Ier, conquérant de l’Iran, de la Perside et de la Babylonie entre dans Séleucie du Tigre. Il rétablit le titre impérial de Roi des Rois. Puis il doit intervenir en Hyrcanie pour mater une révolte contre l’impôt. En son absence, Démétrios II Nicator de Syrie parvient à reprendre la Babylonie et à réoccuper la Médie où il est accueilli en libérateur par les habitants des villes. Après quelques succès, il est battu et fait prisonnier par un général parthe en 139 av. J.-C.[8].

- Début du règne en Inde de Vasujyeshtha ou Sujyestha, roi Shunga du Magadha (fin en 131 av. J.-C.)[9]

## Naissances
- Antiochos VIII Philométor, roi séleucide de Syrie.

## Décès
- 10 mars : Han Jingdi, empereur chinois de la dynastie Han[5].